# Cicno (figlio di Ares)
Cicno è una figura della mitologia greca, figlio di Ares e di Pirene. Secondo la mitologia greca sarebbe morto intorno al 600 a.C.
Egli viveva da brigante. Uccideva e derubava i pellegrini in cammino per l'oracolo di Delfi, saltando fuori da una foresta della Tessaglia sacra al dio Apollo.
Fu ucciso da Eracle, che a causa di ciò dovette battersi con Ares. In questa occasione il dio fu battuto dal figlio di Zeus.

## Il Mito

### L'Eee di Esiodo

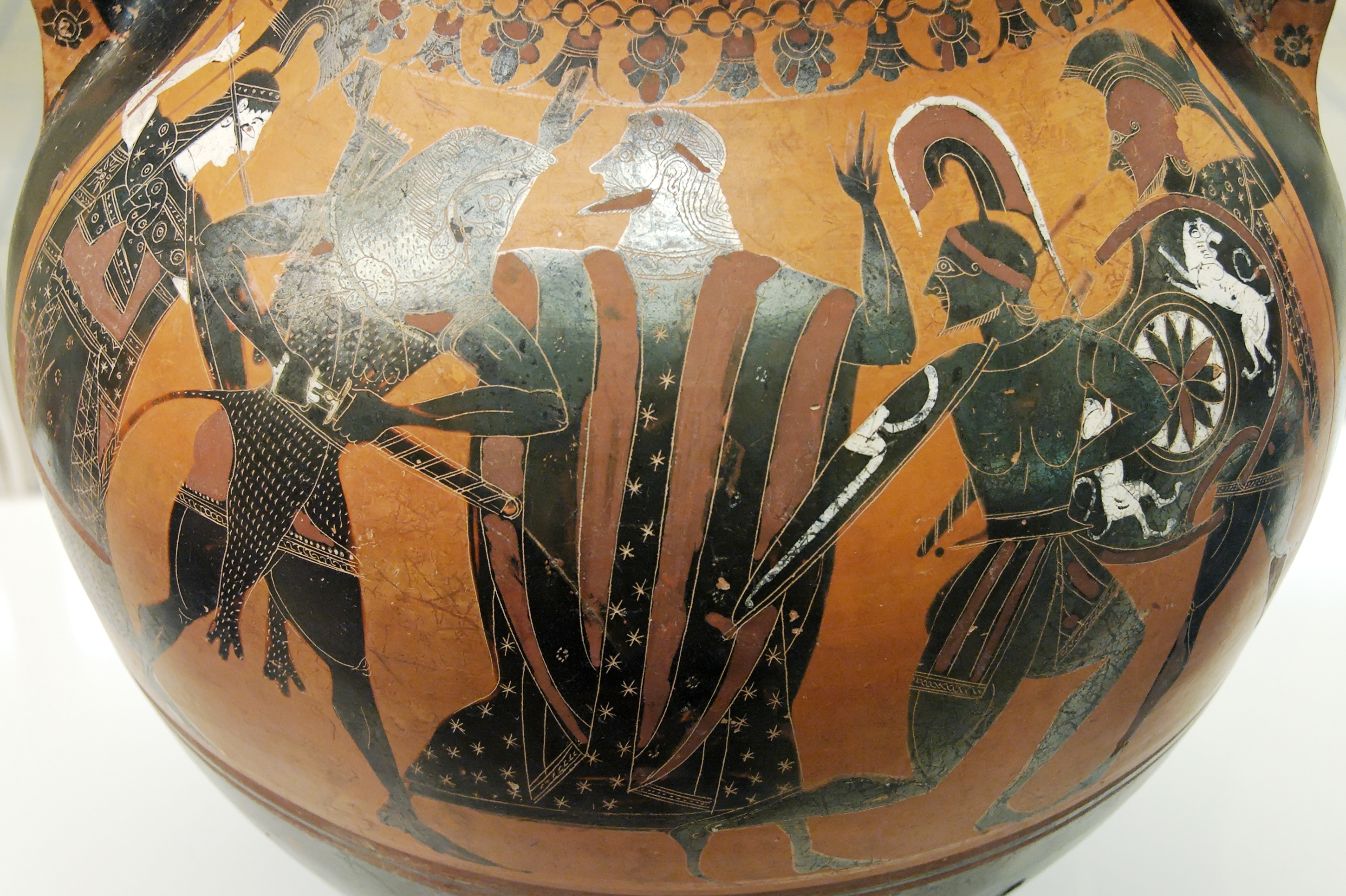
Combattimento fra Eracle e Cicno

La sua storia è riportata da molte fonti, ma quella più interessante e di maggior rilievo è certamente riportata in un'opera minore di Esiodo: l'Eee (italianizzato dal titolo greco Ἡ οἰὴ, che apriva la storia di ogni eroina di cui si riportavano i rapporti con gli dei ed i figli da loro avuti). In un frammento si legge che Eracle, figlio di Zeus e di Alcmena, riposandosi nel guardare i suoi buoi che pascolavano, ne fu derubato dal Gigante Cicno. Egli li portò in una caverna con uno stratagemma, ma Eracle lo scoprì. Una volta raggiunto il brigante lo stritolò fra le sue braccia possenti e Cicno tentò inutilmente di liberarsi sputando fuoco ma non vi riuscì e perì. Gli studiosi pensano che questo ipotetico scontro fosse da collocare intorno al 600 a.C. e a Pagase, città della Tessaglia non distante dal golfo di Iolco. Il racconto di Esiodo riprende poi con la descrizione dello scudo di Eracle (da cui, inoltre, il poeta aveva tratto la storia della battaglia dell'eroe con il gigante).

### Le altre fonti

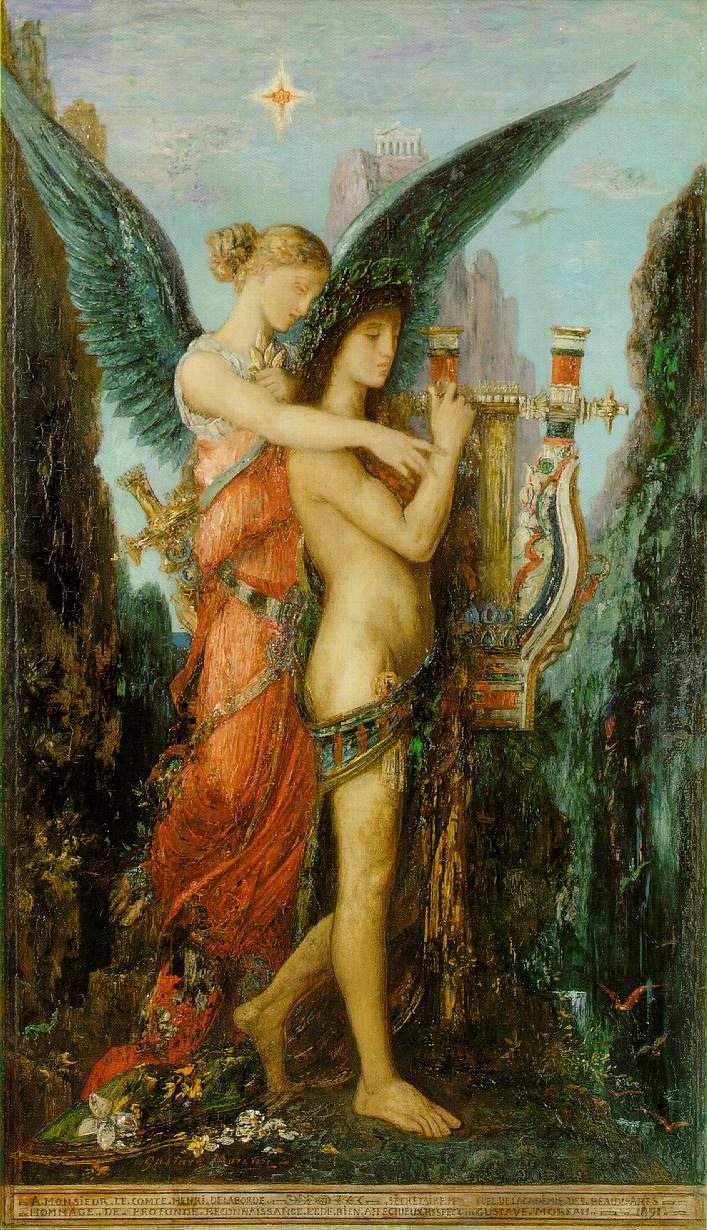
Il poeta Esiodo

Il mito è riportato, come già accennato, da diverse fonti oltre a quella di Esiodo. La più antica conosciuta è presentata nello scritto anonimo Lo scudo di Eracle. Pare che l'autore, nel narrare il mito di Cicno, abbia preso spunto, o comunque abbia fatto riferimento, al gruppo scultoreo dell'Acropoli di Atene, ad una metopa ritrovata a Delfi, ed a un rilievo del trono di Apollo, rinvenuto invece in un villaggio della Grecia: Amycles. L'argomento trattato è lo stesso riportato nell'Eee di Esiodo. Vi è poi un'altra fonte degna di nota, ovvero quella risalente all'epoca romana, riportata nella Biblioteca di Apollodoro (Pseudo-Apollodoro).

## Riusi del mito
Il mito di Cicno, ed in particolare l'episodio di Eracle, fu ripreso da Virgilio nella sua Eneide, ed in particolar modo nel canto VIII, dove il re Evandro racconta la storia di un certo Caco, che rubò i buoi di Eracle da cui venne in seguito stritolato.